# Augusto Krahe
Augusto Krahe García (Sevilla, 20 de junio de 1867 - Madrid, 14 de diciembre de 1930) fue un matemático español, miembro de la Real Academia de Ciencias Exactas, Físicas y Naturales.

## Biografía
Fue Catedrático por oposición de geometría descriptiva y estereotomía de la Escuela Superior de Artes e Industrias de Madrid y, por reforma, de Geometría Descriptiva y Ampliación de Matemática de la misma Escuela. Además, también fue Actuario de la Dirección de la Deuda.
Fue cofundador de la revista Madrid Científico junto a  Francisco Granadino Pérez
Fue profesor de Dámaso Alonso y Fernández de las Redondas, literato y filólogo español.